# Alfredo Villela Filho
Alfredo Egídio Arruda Villela Filho (São Paulo, 1969) é um executivo e engenheiro brasileiro, formado pelo Instituto Mauá de Tecnologia.
É presidente e maior acionista do Grupo Itaúsa. Foi criado pela sua tia Milu Villela após a morte dos pais em um acidente aéreo. É bisneto de Alfredo Egídio de Sousa Aranha, fundador do Banco Itaú foi apontado pela revista Forbes como possuidor de uma fortuna de 3,2 bilhões de dólares, o que o torna 347º homem mais rico do mundo e o 10º do Brasil.
Listado em 2016 entre os 70 maiores bilionários do Brasil pela revista Forbes.